# Mikkel Blavnsfeldt
Mikkel Hansen Blavnsfeldt (født 3. januar 1980) er en dansk professionel fodboldspiller, hvis primære position på banen er i det centrale forsvar og sekundært som defensiv midtbanespiller.

## Spillerkarriere
Mikkel Blavnsfeldt fik sin fodboldopdragelse i Fremad Amager, hvorefter han som 15-årig skiftede til Kjøbenhavns Boldklub og efterfølgende som yngling skrev under på en fuldtidskontrakt med F.C. København i efteråret 1998. Klubbens ledelse var tilfreds med ham og han fik sin seniorkontrakt forlænget. Imidlertid fik han ikke spillet nogen officielle førsteholdskampe, men udelukkende reserveholdskampe for FCK's U/21-holdstrup (2. hold) som centrale midtbanespiller, da en skade satte en stoppe for hans udvikling. En så alvorlig skade, at det blev en lang skadespause på tre år, hvilket fik ham til at overveje fodboldkarrieren nærmere og overveje i stedet tage en uddannelse. Han havde fået et vrid i anklen og en kraftig forstuvning og der var revet meget knoglebrusk af, som krævede endnu en operation. I starten af 2002 vendte han således tilbage til Fremad Amager og debuterede for klubben på seniorplan den 17. marts 2002 mod Næstved Boldklub. På daværende tidspunkt lå klubben i 2. division, men sikrede sig oprykning til 1. division i 2002/03-sæsonen. Han var i denne toårige periode anfører med en primær rolle i midterforsvaret, hvilket resulterede i 82 kampe og 10 mål som fast mand i startopstillingen hos amagerkanerne.
Odense Boldklub, med base i Ådalen, meldte sig på banen i november 2004, hvor han fik et træningsophold og deltog i en reserveholdskamp hos de blåstribede. OB-ledelsen var tilfredse med indsatsen og den 24-årige forsvarsspiller skiftede med virkning fra den 1. januar 2005 til Superliga-klubben på en etårig kontrakt, hvor han dog kun fik samlet seks optrædener på klubbens professionelle afdeling – herunder et enkelt mål i hans debutkamp. Da kontrakten udløb i vinterpausen 2005/2006 vendte han for anden gang tilbage og skrev kontrakt med barndomsklubben, hvor han igen overtog anførerbindet. Mikkel Blavnsfeldt spillede sin kamp nummer 100 for Fremad Amager den 30. august 2006 i forbindelse med en hjemmebanekamp på Sundby Idrætspark mod Herfølge Boldklub, der endte i en sejr med cifrene 2-1. Samtidig besluttede han at træne på deltid grundet sine sideløbende økonomistudier ved Københavns Universitet – indtil slutningen af 2006. Han blev færdig med sin bachelor i økonomi kort før skiftet til Odense Boldklub. I starten af december 2006 valgte han at fortsætte sine studier i et halvt års ophold i Barcelona, Spanien, og gav øjeblikkeligt sin fodboldkarriere en pause. I sommeren 2007 fik han comeback på grønsværen for herreseniorafdelingen i Vestamager-klubben AB 70 – samme sted, hvor hans bror spillede.
Han opnåede syv ynglingekampe for U/19-landsholdet med start fra efteråret 1997 til efteråret 1998 – som repræsentant for KB.

## Fodnoter og referencer
1. ↑  Nyheder – November 1997 nipserstat.dk, den 25. november 1997.
2. ↑  Sportsfolk Dagbladet Information, den 18. december 1998.
3. ↑  Fra sportsinvalid til OB-spiller Fyens Stiftstidende, den 22. december 2004.
4. ↑  Spillerprofil Mikkel Blavnsfeldt Arkiveret 25. oktober 2007 hos  Wayback Machine Fremad Amager, hentet den 11. oktober 2007.
5. ↑  Jubilæumssejr til Mikkel Blavnsfeldt Arkiveret 27. oktober 2007 hos  Wayback Machine Fremad Amager, den 30. august 2006.
6. ↑  Spillerinfo – Mikkel H. Blavnsfeldt DBU Landsholdsdatabasen, hentet den 11. oktober 2007.

## Ekstern kilde/henvisning
- Mikkel Blavnsfeldts spillerprofil i DBU's Landsholdsdatabase
- Mikkel Blavnsfeldts spillerprofil på Transfermarkt (engelsk)
- Mikkel Blavnsfeldts profil hos FootballDatabase.eu (engelsk)
- Spillerprofil på B1908.dk